# Iwateïta
La iwateïta és un mineral de la classe dels fosfats. Rep el nom de la Prefectura d'Iwate, al Japó, on es troba la localitat tipus del mineral.

## Característiques
La iwateïta és un fosfat de fórmula química Na₂BaMn(PO₄)₂. Va ser aprovada com a espècie vàlida per l'Associació Mineralògica Internacional l'any 2013. Cristal·litza en el sistema trigonal. Es troba en forma d'inclusions granulars a anèdrics d'entre 10 i 100 μm en els minerals constituents principals dels minerals de manganès i en els cristalls de serandita. L'exemplar que va servir per a determinar l'espècie, el que es coneix com a material tipus, es troba conservat a les col·leccions del Museu Nacional de Ciència del Japó, a la localitat de Tsukuba, amb el codi d'espècimen NSM-M43779.

## Formació i jaciments
Es troba en els dipòsits de manganès que contenen bari i estronci de la mina Tanohata, a la localitat de Shimohei-gun, a la prefectura d'Iwate de la regió de Tohoku, al Japó. Es tracta de l'únic indret on ha estat descrita aquesta espècie mineral.